# Messercola
Messercola è una frazione compresa nei comuni italiani di Cervino e di Maddaloni, nella provincia di Caserta, in Campania.
Contava 2 060 abitanti al censimento del 2011 e si tratta della frazione più popolosa del comune di Cervino, e della terza maggiore frazione per abitanti del comune di Maddaloni.

## Geografia fisica
Sorge a 63 metri sul livello del mare, si trova nella zona sud del comune di Cervino, e nella zona ovest del comune di Maddaloni, e della frazione di Montedecoro, confina ad est con il vicinissimo comune di Santa Maria a Vico, e a sud con il comune di San Felice a Cancello.

## Storia
Il toponimo dovrebbe derivare dai vocaboli "messer ("signore") e Cola (abbreviazione di Nicola), oppure potrebbe più semplicemente derivare dal nome "Masseria di Nicola", un'abitante che gestiva un locale nel luogo.
Il territorio della frazione è stato frequentato in età romana, come testimoniano i ritrovamenti archeologici che hanno riportato alla luce un importante asse viario con muro di contenimento in tufo e lastricato in pietra calcarea, e una serie di ceramiche tardo-repubblicane e imperiali, probabilmente dovute alla presenza in luogo di sepolture.

## Monumenti e luoghi d'interesse

### Chiesa di Maria Santissima Immacolata
A Messercola è presente la chiesa di Maria Santissima Immacolata, costruita nel 1829, su richiesta del popolo, in memoria di Francesco I delle Due Sicilie e del vescovo di Sant'Agata de' Goti. Diventò ufficialmente parrocchia nel 1925.

## Infrastrutture e trasporti

### Strade
Messercola è attraversata in gran parte dalla via Appia e dalla SS7 via Appia.